# Арменд Таћи
Арменд Ћазим Таћи (алб. Armend Qazim Thaqi; Приштина, 10. октобар 1992) албански је фудбалер са Косова и Метохије. Игра на позицији одбрамбеног играча, а тренутно наступа за Балкани и репрезентацију Републике Косово.